# فلسطين في دورة الألعاب الآسيوية 2018
تنافست فلسطين في دورة الألعاب الآسيوية 2018 في جاكرتا وباليمباغ، إندونيسيا، في الفترة من 18 أغسطس إلى 2 سبتمبر 2018. شاركت فلسطين في دورة الألعاب الآسيوية منذ عام 1994 بمشارك واحد فقط وفازت بأول ميدالية لها في عام 2002 في بوسان بميدالية برونزية في الملاكمة. مثل هذا الحدث المشاركة الثامنة لفلسطين في الألعاب الآسيوية.